# 1990年のMLBドラフト
1990年のMLBドラフト（1990 First-Year Player Draft）とは、1990年6月に行われたMLBのアマチュアドラフトである。

## 1巡目指名
|  | = オールスターゲーム選出 |

| 順位 | 選手                         | チーム                         | 守備位置 | 学校                            |
| ---- | ---------------------------- | ------------------------------ | -------- | ------------------------------- |
| 1    | チッパー・ジョーンズ         | アトランタ・ブレーブス         | 遊撃手   | Bolles School                   |
| 2    | トニー・クラーク             | デトロイト・タイガース         | 外野手   | Christian High School San Diego |
| 3    | マイク・リーバーサル         | フィラデルフィア・フィリーズ   | 捕手     | Westlake High School            |
| 4    | アレックス・フェルナンデス   | シカゴ・ホワイトソックス       | 投手     | マイアミデート大学              |
| 5    | カート・ミラー               | ピッツバーグ・パイレーツ       | 投手     | West High School                |
| 6    | マーク・ニューフィールド     | シアトル・マリナーズ           | 一塁手   | Marina High School              |
| 7    | ダン・ウィルソン             | シンシナティ・レッズ           | 捕手     | ミネソタ大学ツインシティー校    |
| 8    | ティム・コスト               | クリーブランド・インディアンス | 遊撃手   | アイオワ大学                    |
| 9    | ロニー・ウォルデン           | ロサンゼルス・ドジャース       | 投手     | Blanchard High School           |
| 10   | カール・エバレット           | ニューヨーク・ヤンキース       | 外野手   | Hillsborough High School        |
| 11   | シェーン・アンドリュース     | モントリオール・エクスポズ     | 遊撃手   |                                 |
| 12   | トッド・リッチー             | ミネソタ・ツインズ             | 投手     | Duncanville High School         |
| 13   | ドノバン・オズボーン         | セントルイス・カージナルス     | 投手     | ネバダ大学ラスベガス校          |
| 14   | トッド・バンポッペル         | オークランド・アスレチックス   | 投手     | Martin High School              |
| 15   | アダム・ハイズデュ           | サンフランシスコ・ジャイアンツ | 外野手   | Moeller High School             |
| 16   | ダニエル・スミス             | テキサス・レンジャーズ         | 投手     | クレイトン大学                  |
| 17   | ジェロミー・バーニッツ       | ニューヨーク・メッツ           | 外野手   | オクラホマ州立大学              |
| 18   | アーロン・ホルバート         | セントルイス・カージナルス     | 遊撃手   | Jordan High School              |
| 19   | エリック・クリストファーソン | サンフランシスコ・ジャイアンツ | 捕手     | サンディエゴ州立大学            |
| 20   | マイク・ムッシーナ           | ボルチモア・オリオールズ       | 投手     | スタンフォード大学              |
| 21   | トーマス・ネバーズ           | ヒューストン・アストロズ       | 遊撃手   | Edina High School               |
| 22   | スティーブ・カーセイ         | トロント・ブルージェイズ       | 投手     | Christ the King High School     |
| 23   | ランス・ディクソン           | シカゴ・カブス                 | 投手     | アリゾナ大学                    |
| 24   | ロンデル・ホワイト           | モントリオール・エクスポズ     | 外野手   | Jones County High School        |
| 25   | ロバート・ベケット           | サンディエゴ・パドレス         | 投手     | McCallum High School            |
| 26   | ドナルド・ピーターズ         | オークランド・アスレチックス   | 投手     | セントフランシス大学            |

## 1巡目補足指名
| 順位 | 選手                         | チーム                         | 守備位置 | 学校                             |
| ---- | ---------------------------- | ------------------------------ | -------- | -------------------------------- |
| 27   | マイク・ジマーマン           | ピッツバーグ・パイレーツ       | 投手     | サウスアラバマ大学               |
| 28   | ゲイブ・ホワイト             | モントリオール・エクスポズ     | 投手     | セブリング高校                   |
| 29   | ミドル・カミングス           | ミネソタ・ツインズ             | 投手     | マイアミ・エディソン高校         |
| 30   | ポール・エリス               | セントルイス・カージナルス     | 捕手     | カリフォルニア大学ロサンゼルス校 |
| 31   | ブライアン・ウィリアムズ     | ヒューストン・アストロズ       | 投手     | サウスカロライナ大学             |
| 32   | スコット・サンダース         | サンディエゴ・パドレス         | 投手     | ニコルズ州立大学                 |
| 33   | マーカス・ジェンセン         | サンフランシスコ・ジャイアンツ | 捕手     | スカイライン高校                 |
| 34   | デイブ・ザンカナロ           | オークランド・アスレチックス   | 投手     | カリフォルニア大学ロサンゼルス校 |
| 35   | スタン・スペンサー           | モントリオール・エクスポズ     | 投手     | スタンフォード大学               |
| 36   | カーク・ドレッセンドーファー | オークランド・アスレチックス   | 投手     | テキサス大学オースティン校       |
| 37   | ベン・バンリン               | モントリオール・エクスポズ     | 投手     | イーストノーブルカントリー高校   |
| 38   | トニー・マナハン             | シアトル・マリナーズ           | 遊撃手   | アリゾナ州立大学                 |
| 39   | サミュエル・ハンス           | クリーブランド・インディアンス | 外野手   | ストーンカントリー高校           |
| 40   | スタン・ロバートソン         | モントリオール・エクスポズ     | 外野手   | プレインビュー高校               |